# Granada CF (női csapat)
A Granada Club de Fútbol női labdarúgó szakosztályát 2003-ben hozták létre. A spanyol másodosztályban szerepel.

## Klubtörténet
Megalakulásuk óta a csoportokra osztott másodosztályban szerepelnek, és bár több alkalommal is kacérkodtak a feljutás lehetőségével, csak a 2013–14-es kiírásra sikerült az élvonalba kerülniük. Első szezonjukban azonban a 15., kieső helyen végeztek.

## Eredmények
- Másodosztályú bajnok (1): 2012–13

## Játékoskeret
2023. május 20-tól
| #  |     | Poszt | Név                |
| -- | --- | ----- | ------------------ |
| 1  | ESP | K     | Sandra Estévez     |
| 13 | ESP | K     | Andrea Romero      |
| 2  | ESP | V     | Paula Andújar      |
| 3  | ESP | V     | Marta Carrasco     |
| 4  | ESP | V     | Cristina Moreno    |
| 5  | ARG | V     | Nerea Agüero       |
| 12 | ESP | V     | Alba Pérez         |
| 14 | ESP | V     | Itziar Gaste       |
| 16 | ESP | V     | Carolina Hernández |
| 21 | ESP | V     | Cristina Postigo   |
| 6  | ESP | KP    | Alicia Redondo     |

| #  |     | Poszt | Név               |
| -- | --- | ----- | ----------------- |
| 8  | URU | KP    | Pamela González   |
| 18 | ESP | KP    | Inés Faddi        |
| 22 | ESP | KP    | Noelia Salas      |
| 24 | ESP | KP    | Paula Roldán      |
| 26 | ESP | KP    | Verónica Portillo |
| 7  | ESP | CS    | Laura Pérez       |
| 10 | ESP | CS    | Laura Requena     |
| 15 | ESP | CS    | María Macías      |
| 17 | ESP | CS    | Naima García      |
| 19 | ESP | CS    | Ángeles           |
| 20 | ESP | CS    | Lucía Ramos       |

## Korábbi híres játékosok
| - Eloísa Delgado - Marta Guereñu - Yurena López - Patricia Mascaró - Raquel Morcillo - María Pi - Ana Urrea - Aldana Cometti | - Mariela Coronel - Milagros Menéndez - Andrea Ojeda - Yael Oviedo - Fabiana Vallejos - Ena Taslidža - Bárbara Santibáñez |